# Great Meteor
Il Great Meteor è un vulcano guyot sommerso, che risale dai 4000 metri del fondale marino fino a -275, posto a sud delle isole Azzorre, nell'Oceano Atlantico. È l'ultima delle formazioni vulcaniche prodotte dal punto caldo del New England. È affiancato dal Little Meteor che come indica il nome risulta meno imponente ed elevato.